# Poliosia cubitifera
Poliosia cubitifera là một loài bướm đêm thuộc phân họ Arctiinae, họ Erebidae.